# Hybosida
Hybosida là một chi nhện trong họ Palpimanidae.